# Уманець Артем Русланович
Артем Русланович Уманець (нар. 3 травня 2002, Донецьк, Україна) — український футболіст, правий вінґер.

## Життєпис
Народився в Донецьку. У ДЮФЛУ почав виступати за миколаївське «Торпедо», а з 2015 року виступав за донецький «Шахтар».
На початку серпня 2019 року перейшов до «Ворскли», де спочатку виступав за юнацьку команду. В сезоні 2020/21 років також виступав за «молодіжку» полтавчан, але за першу команду так і не дебютував. Наприкінці липня 2021 року відправився в оренду до «Рубікона». У футболці київського клубу дебютував 31 липня 2021 року в програному (0:3) виїзному поєдинку 2-го туру групи «А» Другої ліги України проти львівських «Карпат». Артем вийшов на поле в стартовому складі та відіграв увесь матч. Першим голом на професіональному рівні відзначився 8 серпня 2021 року на 17-й хвилині переможного (2:0) домашнього поєдинку 3-го туру групи А Другої ліги України проти «Чернігова». Уманець вийшов на поле в стартовому складі, а на 85-й хвилині його замінив Владислав Громенко. За півтора сезони виступів в оренді за «Рубікон» у Другій лізі України провів 24 матчі (1 гол) та 1 поєдинок у кубку України. Наприкінці грудня 2022 року повернувся до «Ворскли».
У середині квітня 2023 року вільним агентом перейшов до ФК «Стара Боярка» з чемпіонату Київської області.
У липня 2023 року підписав контракт з професійним клубом «Локомотив» (Київ), який бере участь у матчах Другої ліги України з футболу.

## Особисте життя
Батько, Руслан Геннадійович Уманець, футбольний тренер та функціонер.